# Patinaj artistic la Jocurile Olimpice de iarnă din 2022 - Perechi
Proba de patinaj artistic perechi de la Jocurile Olimpice de iarnă din 2022 de la Beijing, China a avut loc în perioada 18-19 februarie 2022 la Capital Indoor Stadium.

## Program
Orele sunt orele Chinei (ora României + 6 ore).
| Dată         | Ora         | Rundă           |
| ------------ | ----------- | --------------- |
| 18 februarie | 18:38–21:43 | Programul scurt |
| 19 februarie | 19:08–21:53 | Programul liber |

## Rezultate

### Program scurt
| Loc                              | Nume                                    | Țară                       | SST                        | SET                        | SCP                        | ÎP                         | TR                         | PE                         | CG                         | IN                         | P                          | NSt |
| -------------------------------- | --------------------------------------- | -------------------------- | -------------------------- | -------------------------- | -------------------------- | -------------------------- | -------------------------- | -------------------------- | -------------------------- | -------------------------- | -------------------------- | --- |
| 1                                | Sui Wenjing / Han Cong                  | China                      | 84,41                      | 45,96                      | 38,45                      | 9,54                       | 9,43                       | 9,79                       | 9,64                       | 9,68                       | 0,00                       | 17  |
| 2                                | Evgenia Tarasova / Vladimir Morozov     | COR                        | 84,25                      | 46,04                      | 38,21                      | 9,61                       | 9,39                       | 9,57                       | 9,57                       | 9,61                       | 0,00                       | 18  |
| 3                                | Anastasia Mishina / Aleksandr Galliamov | COR                        | 82,76                      | 44,95                      | 37,81                      | 9,25                       | 9,32                       | 9,57                       | 9,54                       | 9,57                       | 0,00                       | 16  |
| 4                                | Aleksandra Boikova / Dmitrii Kozlovskii | COR                        | 78,59                      | 42,17                      | 36,42                      | 9,04                       | 8,93                       | 9,18                       | 9,14                       | 9,25                       | 0,00                       | 19  |
| 5                                | Peng Cheng / Jin Yang                   | China                      | 76,10                      | 40,87                      | 35,23                      | 8,79                       | 8,68                       | 8,93                       | 8,82                       | 8,82                       | 0,00                       | 14  |
| 6                                | Alexa Knierim / Brandon Frazier         | Statele Unite ale Americii | 74,23                      | 40,64                      | 33,59                      | 8,39                       | 8,21                       | 8,43                       | 8,50                       | 8,46                       | 0,00                       | 2   |
| 7                                | Ashley Cain-Gribble / Timothy LeDuc     | Statele Unite ale Americii | 74,13                      | 39,91                      | 34,22                      | 8,46                       | 8,39                       | 8,57                       | 8,64                       | 8,71                       | 0,00                       | 13  |
| 8                                | Riku Miura / Ryuichi Kihara             | Japonia                    | 70,85                      | 36,39                      | 34,36                      | 8,71                       | 8,54                       | 8,57                       | 8,71                       | 8,54                       | 0,00                       | 4   |
| 9                                | Karina Safina / Luka Berulava           | Georgia                    | 66,11                      | 36,74                      | 29,37                      | 7,39                       | 7,29                       | 7,36                       | 7,39                       | 7,29                       | 0,00                       | 1   |
| 10                               | Nicole Della Monica / Matteo Guarise    | Italia                     | 63,58                      | 33,16                      | 31,42                      | 7,93                       | 7,68                       | 7,75                       | 8,04                       | 7,89                       | 1,00                       | 10  |
| 11                               | Laura Barquero / Marco Zandron          | Spania                     | 63,34                      | 34,63                      | 28,71                      | 7,14                       | 7,04                       | 7,18                       | 7,32                       | 7,21                       | 0,00                       | 6   |
| 12                               | Vanessa James / Eric Radford            | Canada                     | 63,03                      | 30,37                      | 32,66                      | 8,21                       | 8,11                       | 8,04                       | 8,21                       | 8,25                       | 0,00                       | 3   |
| 13                               | Kirsten Moore-Towers / Michael Marinaro | Canada                     | 62,51                      | 31,94                      | 32,57                      | 8,25                       | 8,18                       | 7,82                       | 8,32                       | 8,14                       | 2,00                       | 12  |
| 14                               | Minerva Fabienne Hase / Nolan Seegert   | Germania                   | 62,37                      | 32,45                      | 30,92                      | 7,79                       | 7,71                       | 7,57                       | 7,82                       | 7,75                       | 1,00                       | 11  |
| 15                               | Hailey Kops / Evgeni Krasnopolski       | Israel                     | 55,99                      | 30,59                      | 25,40                      | 6,25                       | 6,25                       | 6,43                       | 6,46                       | 6,36                       | 0,00                       | 9   |
| 16                               | Rebecca Ghilardi / Filippo Ambrosini    | Italia                     | 55,83                      | 28,38                      | 29,45                      | 7,39                       | 7,18                       | 7,32                       | 7,50                       | 7,43                       | 2,00                       | 15  |
| Nu au avansat la programul liber |                                         |                            |                            |                            |                            |                            |                            |                            |                            |                            |                            |     |
| 17                               | Jelizaveta Žuková / Martin Bidař        | Cehia                      | 54,64                      | 29,56                      | 27,08                      | 6,89                       | 6,75                       | 6,54                       | 7,00                       | 6,68                       | 2,00                       | 8   |
| 18                               | Miriam Ziegler / Severin Kiefer         | Austria                    | 51,96                      | 24,53                      | 27,43                      | 7,00                       | 6,89                       | 6,61                       | 7,00                       | 6,79                       | 0,00                       | 5   |
| Ret                              | Ioulia Chtchetinina / Márk Magyar       | Ungaria                    | S-au retras din competiție | S-au retras din competiție | S-au retras din competiție | S-au retras din competiție | S-au retras din competiție | S-au retras din competiție | S-au retras din competiție | S-au retras din competiție | S-au retras din competiție | 7   |

- Ioulia Chtchetinina / Márk Magyar din Ungaria s-au retras înainte de programul scurt din cauza testului pozitiv pentru COVID-19 al lui Magyar.[2]

### Program liber
| Loc | Nume                                    | Țară                       | SST    | SET   | SCP   | ÎP   | TR   | PE   | CG   | IN   | P    | NSt |
| --- | --------------------------------------- | -------------------------- | ------ | ----- | ----- | ---- | ---- | ---- | ---- | ---- | ---- | --- |
| 1   | Sui Wenjing / Han Cong                  | China                      | 155,47 | 78,61 | 76,86 | 9,71 | 9,61 | 9,50 | 9,71 | 9,50 | 0,00 | 16  |
| 2   | Evgenia Tarasova / Vladimir Morozov     | COR                        | 155,00 | 78,01 | 76,99 | 9,54 | 9,54 | 9,68 | 9,68 | 9,68 | 0,00 | 15  |
| 3   | Anastasia Mishina / Aleksandr Galliamov | COR                        | 154,95 | 79,71 | 75,24 | 9,32 | 9,29 | 9,57 | 9,57 | 9,39 | 0,00 | 14  |
| 4   | Aleksandra Boikova / Dmitrii Kozlovskii | COR                        | 141,91 | 70,75 | 71,16 | 9,00 | 8,86 | 8,79 | 8,96 | 8,86 | 0,00 | 13  |
| 5   | Riku Miura / Ryuichi Kihara             | Japonia                    | 141,04 | 69,95 | 71,09 | 8,96 | 8,68 | 9,04 | 8,89 | 8,86 | 0,00 | 9   |
| 6   | Peng Cheng / Jin Yang                   | China                      | 138,74 | 69,03 | 69,71 | 8,71 | 8,54 | 8,75 | 8,75 | 8,82 | 0,00 | 12  |
| 7   | Alexa Knierim / Brandon Frazier         | Statele Unite ale Americii | 138,45 | 68,97 | 69,48 | 8,64 | 8,57 | 8,79 | 8,75 | 8,68 | 0,00 | 11  |
| 8   | Karina Safina / Luka Berulava           | Georgia                    | 126,33 | 63,88 | 62,45 | 7,82 | 7,61 | 8,00 | 7,89 | 7,71 | 0,00 | 8   |
| 9   | Ashley Cain-Gribble / Timothy LeDuc     | Statele Unite ale Americii | 123,92 | 59,74 | 66,18 | 8,29 | 8,29 | 8,00 | 8,50 | 8,29 | 2,00 | 10  |
| 10  | Kirsten Moore-Towers / Michael Marinaro | Canada                     | 118,86 | 53,83 | 65,03 | 8,04 | 8,00 | 8,07 | 8,25 | 8,29 | 0,00 | 4   |
| 11  | Laura Barquero / Marco Zandron          | Spania                     | 118,02 | 57,90 | 60,12 | 7,61 | 7,39 | 7,46 | 7,61 | 7,50 | 0,00 | 6   |
| 12  | Vanessa James / Eric Radford            | Canada                     | 117,96 | 53,98 | 64,98 | 8,11 | 7,96 | 8,11 | 8,29 | 8,14 | 1,00 | 5   |
| 13  | Nicole Della Monica / Matteo Guarise    | Italia                     | 116,29 | 54,05 | 62,24 | 7,86 | 7,61 | 7,75 | 7,89 | 7,79 | 0,00 | 7   |
| 14  | Rebecca Ghilardi / Filippo Ambrosini    | Italia                     | 109,60 | 54,82 | 54,78 | 6,89 | 6,64 | 6,89 | 6,96 | 6,86 | 0,00 | 1   |
| 15  | Hailey Kops / Evgeni Krasnopolski       | Israel                     | 97,83  | 47,20 | 50,63 | 6,43 | 6,11 | 6,39 | 6,46 | 6,25 | 0,00 | 2   |
| 16  | Minerva Fabienne Hase / Nolan Seegert   | Germania                   | 87,32  | 36,67 | 51,65 | 6,89 | 6,43 | 5,93 | 6,57 | 6,46 | 1,00 | 3   |

### Total
| Loc | Nume                                    | Țară                       | Total                  | PS                     | PS                     | PL                     | PL                     |
| --- | --------------------------------------- | -------------------------- | ---------------------- | ---------------------- | ---------------------- | ---------------------- | ---------------------- |
| 1   | Sui Wenjing / Han Cong                  | China                      | 239,88                 | 1                      | 84,41                  | 1                      | 155,47                 |
| 2   | Evgenia Tarasova / Vladimir Morozov     | COR                        | 239,25                 | 2                      | 84,25                  | 2                      | 155,00                 |
| 3   | Anastasia Mishina / Aleksandr Galliamov | COR                        | 237,71                 | 3                      | 82,76                  | 3                      | 154,95                 |
| 4   | Aleksandra Boikova / Dmitrii Kozlovskii | COR                        | 220,50                 | 4                      | 78,59                  | 4                      | 141,91                 |
| 5   | Peng Cheng / Jin Yang                   | China                      | 214,84                 | 5                      | 76,10                  | 6                      | 138,74                 |
| 6   | Alexa Knierim / Brandon Frazier         | Statele Unite ale Americii | 212,68                 | 6                      | 74,23                  | 7                      | 138,45                 |
| 7   | Riku Miura / Ryuichi Kihara             | Japonia                    | 211,89                 | 8                      | 70,85                  | 5                      | 141,04                 |
| 8   | Ashley Cain-Gribble / Timothy LeDuc     | Statele Unite ale Americii | 198,05                 | 7                      | 74,13                  | 9                      | 123,92                 |
| 9   | Karina Safina / Luka Berulava           | Georgia                    | 192,44                 | 9                      | 66,11                  | 8                      | 126,33                 |
| 10  | Kirsten Moore-Towers / Michael Marinaro | Canada                     | 181,37                 | 13                     | 62,51                  | 10                     | 118,86                 |
| 11  | Laura Barquero / Marco Zandron          | Spania                     | 181,36                 | 11                     | 63,34                  | 11                     | 118,02                 |
| 12  | Vanessa James / Eric Radford            | Canada                     | 180,99                 | 12                     | 63,03                  | 12                     | 117,96                 |
| 13  | Nicole Della Monica / Matteo Guarise    | Italia                     | 179,87                 | 10                     | 63,58                  | 13                     | 116,29                 |
| 14  | Rebecca Ghilardi / Filippo Ambrosini    | Italia                     | 165,43                 | 16                     | 55,83                  | 14                     | 109,60                 |
| 15  | Hailey Kops / Evgeni Krasnopolski       | Israel                     | 153,82                 | 15                     | 55,99                  | 15                     | 97,83                  |
| 16  | Minerva Fabienne Hase / Nolan Seegert   | Germania                   | 149,69                 | 14                     | 62,37                  | 16                     | 87,32                  |
| 17  | Jelizaveta Žuková / Martin Bidař        | Cehia                      | N/A                    | 17                     | 54,64                  | N/A                    | N/A                    |
| 18  | Miriam Ziegler / Severin Kiefer         | Austria                    | N/A                    | 18                     | 51,96                  | N/A                    | N/A                    |
| Ret | Ioulia Chtchetinina / Márk Magyar       | Ungaria                    | Retrași din competiție | Retrași din competiție | Retrași din competiție | Retrași din competiție | Retrași din competiție |